# 左鎮車站

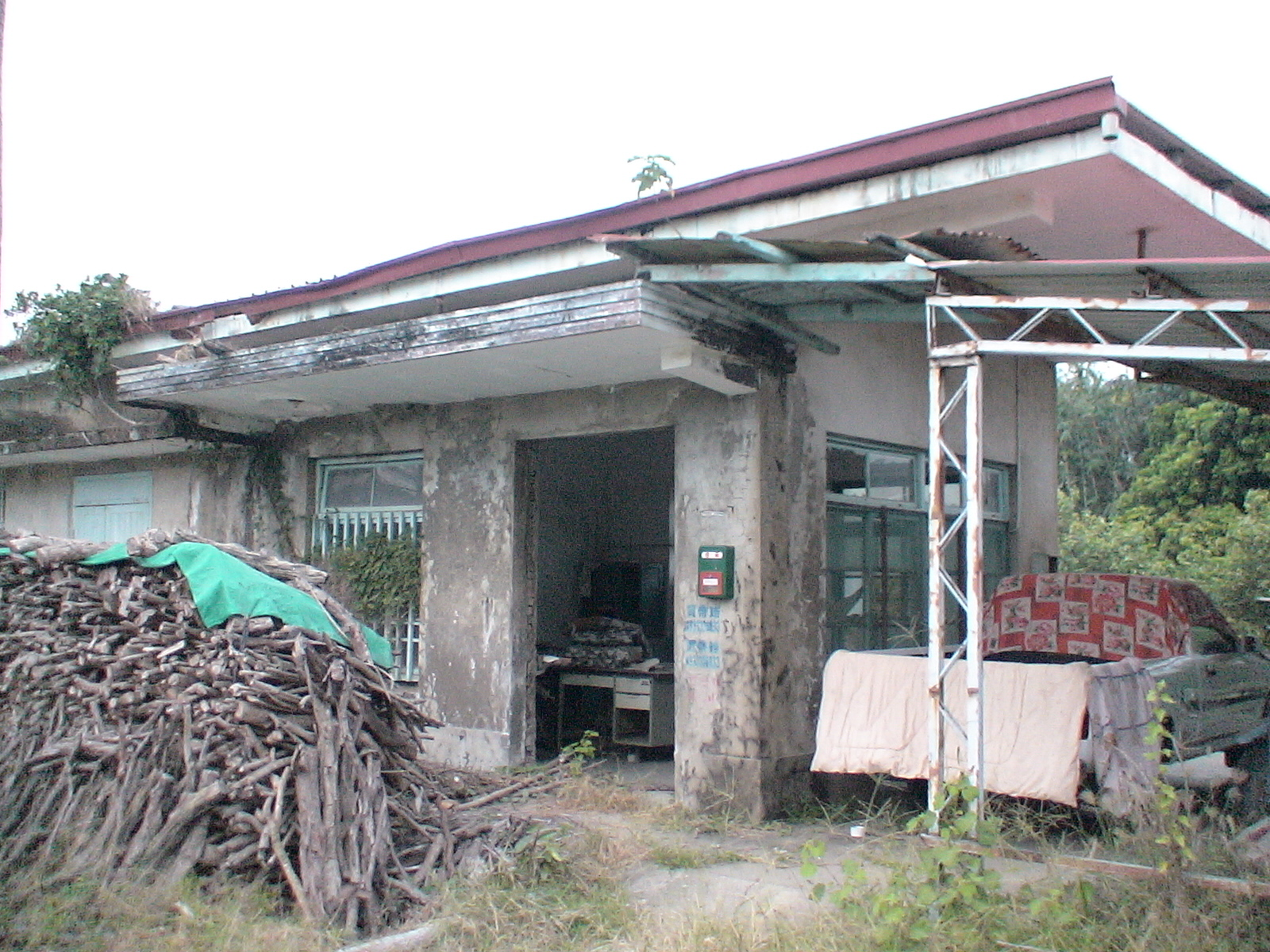
左鎮車站（2006年撮影）

左鎮車站，位於台灣臺南縣左鎮鄉（今台南市左鎮區），為台灣糖業股份有限公司玉善線（嚴格而言為玉井糖廠玉左線及善化糖廠左鎮線）之鐵路車站。

## 車站構造
- 水泥車站
- 弧狀月臺

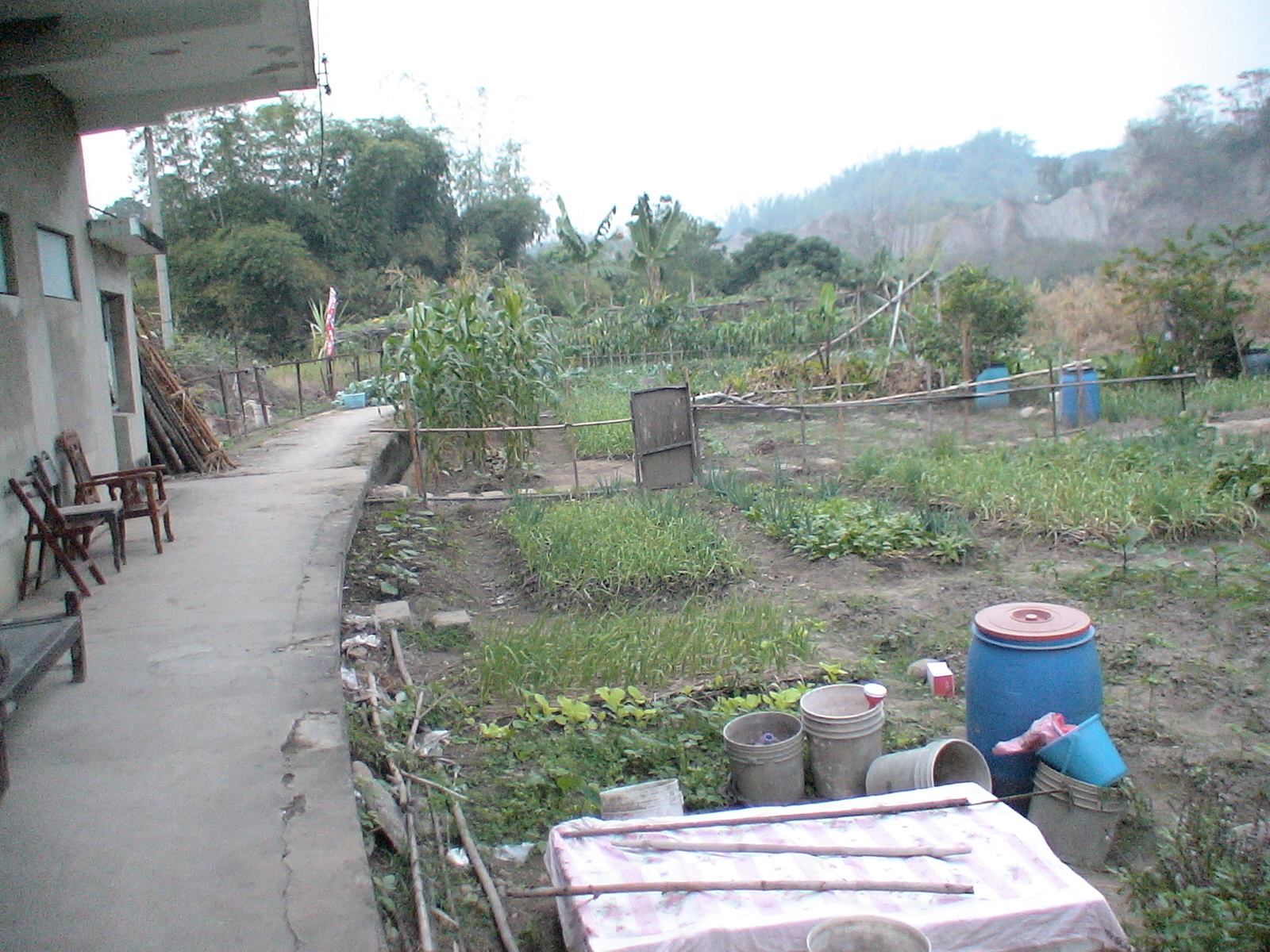
左鎮車站月臺，遠方可見惡地形。

- 原有三角線，而站房立於其中央。今軌道悉數不存。

## 利用情況
- 為玉井及善化糖廠鐵道分界
- 廢止後閒置，軌道成為民眾菜園。

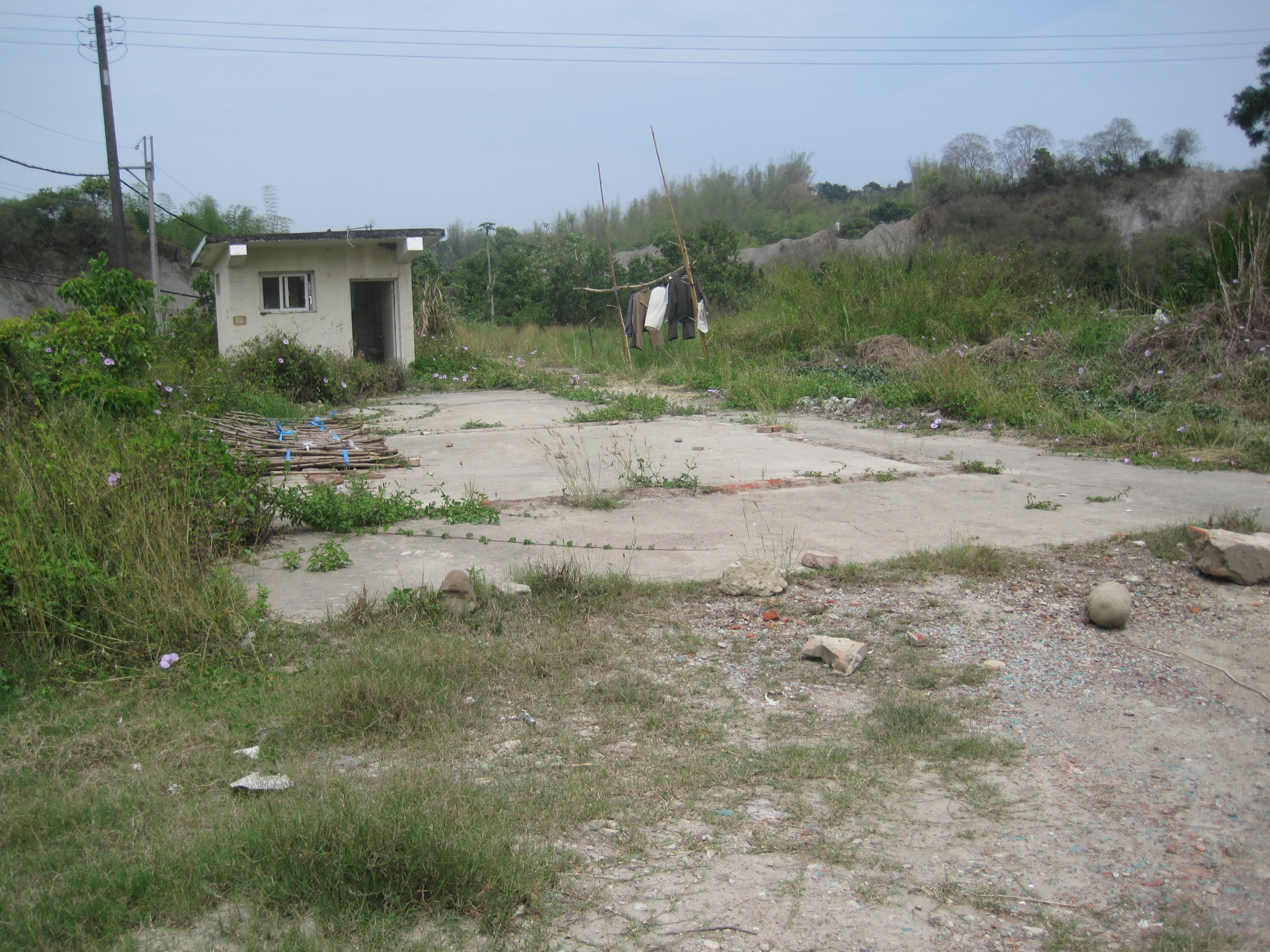
左鎮車站站房被拆除後的樣子

- 2006年6月23日關廟線後壁厝車站拆除後，成為台南市溪南地區僅存之糖鐵客運車站。
- 2010年8月10日車站本體被拆除，僅存廁所與長月台。

## 車站週邊
- 左鎮農會
- 左鎮郵局

## 歷史
- 1953年1月11日，首班玉左線列車由玉井車站駛至此站。
- 1954年7月1日，試辦營業期屆滿，玉善線成為正式營業線。
- 1973年，玉井＝左鎮間停辦客運業務。
- 1975年，玉善線全程結束客運業務。